# Hugh Seymour (6e marquis d'Hertford)
Hugh de Grey Seymour, 6e marquis de Hertford (22 octobre 1843 - 23 mars 1912), titré comte de Yarmouth de 1870 à 1884, est un militaire britannique, courtisan et homme politique conservateur. Il est notamment contrôleur de la maison entre 1879 et 1880.

## Jeunesse
Membre de la famille Seymour dirigée par le duc de Somerset, il est né à Dublin, en Irlande, le fils aîné de Francis Seymour (5e marquis d'Hertford), et de son épouse Emily Murray, fille de David William Murray (3e comte de Mansfield). Il est le petit-fils de George Seymour et l'arrière-petit-fils de Hugh Seymour et le neveu de George Seymour et de Laura Seymour. Il est d'abord connu sous le titre de courtoisie de comte de Yarmouth lorsque son père devient marquis de Hertford en 1870.

## Carrière militaire
Seymour sert dans les Grenadier Guards, atteignant le grade de capitaine. Il est également colonel honoraire du Warwickshire Yeomanry et reçoit la décoration territoriale. Il est nommé aide de camp du roi Édouard VII dans la liste des honneurs du couronnement de 1902 le 26 juin 1902 avec le grade régulier de colonel. Il sert en tant que tel jusqu'à la mort du roi en 1910 et est renommé aide de camp du roi George V de 1910 jusqu'à sa propre mort en 1912.

## Carrière politique
Seymour est élu au parlement comme l'un des deux députés d'Antrim en 1869,/ Aux élections générales de 1874, il est élu pour le South Warwickshire, siège qu'il occupe jusqu'en 1880. En 1879, il est admis au Conseil privé et nommé contrôleur de la maison sous Benjamin Disraeli, poste qu'il conserve jusqu'à ce que le gouvernement tombe l'année suivante. En 1884, il succède à son père dans le marquisat et entre à la Chambre des lords.
En 1905, Lord Hertford est nommé Lord Lieutenant du Warwickshire, et le reste jusqu'à sa mort. Il est également juge de paix pour le comté d'Antrim. En 1906, il est nommé Compagnon de l'Ordre du Bain (CB).

## Famille
Lord Hertford épouse Mary Hood, fille d'Alexander Hood (1er vicomte Bridport), le 16 avril 1868. Ils ont huit enfants:
- Margaret Alice Seymour (1869-1901) marié James Ismay
- George Seymour (7e marquis de Hertford) (en) (1871-1940)
- Emily Mary Seymour-mariée au révérend Reginald Walker
- Victoria Frederica Wilhelmina Georgina Seymour (1874-1960) marié Charles Trafford
- Jane Edith Seymour (1877-?), épouse le major Hugh Carleton
- Henry Charles Seymour (1878-1939), général, marié à Helen Grosvenor, une fille de Hugh Grosvenor (1er duc de Westminster) dont Hugh Seymour (8e marquis de Hertford) (en)
- Edward Beauchamp Seymour (1879-1917) marié à Elfride de Trafford
- George Frederick Seymour (1881-1940) marié à Norah Skipworth

La marquise de Hertford est décédée en avril 1909, à l'âge de 62 ans, lors d'un voyage en Palestine. Lord Hertford est décédé à Ragley Hall, Warwickshire, en mars 1912, à l'âge de 68 ans. Il est remplacé au marquisat par son fils aîné, George.